# كفتة الطماطم
كفتة الطماطم عبارة عن كرات طماطم مقلية يتم تقديمها كمقبلات في جزيرة سانتوريني اليونانية ، وسيكلادس عمومًا. الطبق مصنوع من طماطم مهروسة أو مهروسة مقلية بالزيت. الخليط عبارة عن طماطم ودقيق يُعجن في عجينة مع التوابل والبقدونس والبصل والنعناع. ثم تُقلى العجينة في زيت الطهي وتُقدم كمقبلات.